# Cristalle
Cristalle è un profumo creato dalla casa di moda Chanel nel 1974.

## Storia
Cristalle fu creato nel 1974 dal profumiere Henri Robert, in forza presso la maison Chanel in sostituzione di Ernest Beaux, il creatore di Chanel No. 5. Cristalle era un progetto che aveva avviato Coco Chanel in persona, subito dopo l'uscita di Chanel No. 19 nel 1970. Tuttavia la scomparsa della stilista nel 1971 pose una momentanea interruzione al progetto. Henri Robert creò Cristalle, nella forma di una fragranza riconducibile alla famiglia olfattiva "cipriata", classificata come "D4". Cristalle è diventato celebre anche per essere stato pubblicizzato nel corso degli anni da numerose supermodel come Claudia Schiffer, Cindy Crawford, Milla Jovovich, Tricia Helfer, Sharon van der Knapp e Laurence Vh.
Il bouquet di Cristalle si apre con delle note di testa fresche rappresentate da un misto di agrumi, giacinto e caprifoglio. Le note centrali portano sentori floreali sofisticati e sensuali come il gelsomino, il narciso e il ylang ylang. Le note di fondo lasciano profondità ed eleganza, con un letto di muschio di quercia e radici di vetiver radici. Luca Turin, nel volume Perfumes ha descritto Cristalle come "bello ed un po' spaventoso".
A vent'anni dalla sua prima apparizione, nel 1994, Cristalle è stato nuovamente lanciato sul mercato. Nel 2009 (ad aprile in Europa ed a luglio negli Stati Uniti), è stato lanciato sul mercato Cristalle Eau Verte una rivisitazione di Cristall creata dal profumiere Jacques Polge, che si era occupato anche della riorchestrazione del 1994.